# Григор'єв Олександр Володимирович (художник)
Олекса́ндр Володи́мирович Григор'єв (28 травня 1891, село Пертнури,  Гірськомарійський район — 25 серпня 1961, Москва) — марійський художник, громадський діяч. Сприяв фомуванню і становленню образотворчого мистецтва у Марійському краї.

## Життєпис
Із родини сільський вчителів. Закінчив Моренівське сільсько-господарське училище, Казанську вчительську семінарію (1910), Казанське художнє училище (1915), Московське училище живопису, скульптури і зодчества (1918). Статистик всеросійського земського союзу у Москві. Член партії есерів (1909—1918); член РКП(б) з 1918.
З 1918 у Козьмодем'янську: вчитель, завідувач волосним відділом народної освіти. Ініціатор відкриття у 1919 Художньо-історичного музею з картинною галереєю, засновник вільних художніх майстерень. Приєднався до більшовиків, ставши головою повітового комітету у 1920, брав участь у комуністичних нарадах марійських комуністів. І надалі робив кар’єру, ставши делегатом 10-ї конференції РКП(б), 8-го Всеросійської з’їзду рад. Інструктор ЦК РКП(б) (1922), один із організаторів Асоціації художників революційної Росії, у 1922—1927 її голова. Засновник і голова об’єднання «Союзу радянських художників» (1928—1932). Заступник директора Третьяківської галереї, художній редактор Держвидавництва, завідувач відділу Музею революції. 
У листопада 1938 арештований, рішенням особливої наради НКВД засуджений до 8 років позбавлення волі; відбував покарання у Карагандинському таборі. Після звільнення до реабілітації у 1954 жив Тарусі Калузької області. Похований на Новодівочому цвинтарі.

«А почалося усе з громадянської війни. Тоді по волзьких містах мандрувала Волзько-камська пересувна виставка, яку організували художники Казані. Вони вирішили показати свою творчість, і майстерність старих художників. Коли картини доїхали до Козьмодем’янську, почалася війна. Супровід виставки побоявся везти її далі. Так у 1918 вона набула нового будинку. Невідомо, що було далі з художніми роботами, які залишилися на збереженні у відділі народної освіти, але восени цього року до Козьмодем’янську приїхав Олександр Володимирович Ґриґорьев. У 1919 його призначили начальником відділу освіти, і, побачивши картини, він вирішив організувати у місті музей. Олександр Ґриґорьєв був одним із перших професійних марійських художників. Навчання у Москві у прославлених майстрів, таких як Микола Фешин, виставки іменитих майстрів, любов до мистецтва — усе це спонукало його на створення музею, який потім він назвав «Малою Третьяковкою», оскільки тут було зібрано багато російських художників початку століття…  У 1937 у ніч на 7 листопада он був арештований. Майже дев’ять років таборів і тавро «ворог народу» дуже змінили його життя. Він звільнився у 1946, але отримав заборону жити у Москві, не дивлячись на те, що там була його родина. Ґриґорьєв поїхав до Калузької області, до Таруси, де десять років прожив у забутті і бідності… 
У 1956 Ґриґорьєва реабілітували, і він знову стає популярним… Сам він не забуває про свою «Малу Третьяковку», фонд якої знову поповнюється за його допомоги. Так тривало до 1961 року, останнього у житті художника… Потім музей звісно не залишився без підтримки. І офіційні органи, і художники передавали до музею свої роботи. Але ця родзинка, зібрання живопису — заслуга Олександра Ґриґорьєва. Це живописні справжні полотна І. Айвазовського, Р. Судковского, Т. Неффа, Л. Камєнєва, К. Маковського, П. Кончаловського, О. Корзухіна, І. Машкова та інших. Тут представлена найкраща експозиція М.Фешина».

## Звання
- Дійсний радник Державної Академії художніх наук [4][5].
- Заслужений діяч мистецтв Марійської республіки (1961).

## Роботи у зібраннях
Його роботи у Третьяковській галереї, Російському музеї, музеях міст Італії, Франції, Великої Британії та інших країнах. 

## Виставки
Персональна виставка у (1934).

## Пам’ять

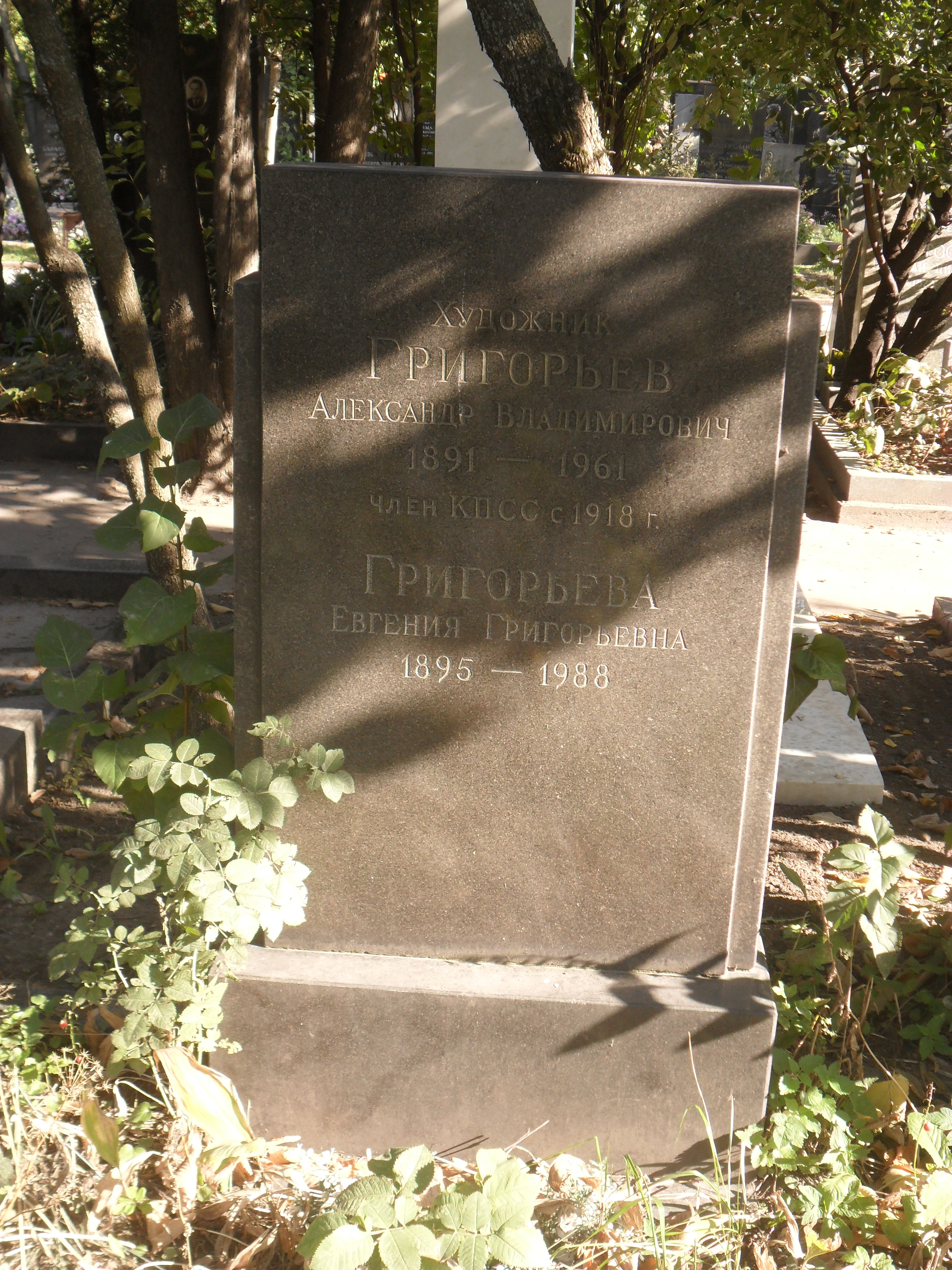
Могила Ґриґорьєва на Новодівочому цвинтарі Москви

Його ім’ям названий Козьмодем’янський художній музей у Козьмодем’янську  и Государственная премия Республики Марий Эл в области изобразительного искусства.